# EgyptAir Flight 804
EgyptAir Flight 804 (MS804/MSR804) var en international passagerflyvning fra Charles de Gaulle Airport til Cairo International Airport, fløjet af EgyptAir, der forsvandt fra radaren, mens flyet befandt sig over Middelhavet den 19. maj 2016 kl. 02:45 lokal tid (UTC+2).
Der var 66 personer om bord: 56 passagerer, 7 besætningsmedlemmer og 3 sikkerhedsvagter. Alle ombordværende er omkommet.
Ifølge græsk militærradar, afveg Flight 804 fra den lagte kurs kort efter flyet nåede den overvågningszone, der er undergivet egyptisk flykontrol (FIR). I en højde af 11.000 m (37.000 fod) foretog flyet en 90-grader drejning mod venstre, efterfulgt af en fuld 360 grader drejning mod højre, hvorefter flyet tabte højde. Radarkontakt blev tabt i en højde på ca. 3.000 m (10.000 fod). Oplysningerne om flyets bratte drejninger umiddelbart inden flyets forsvinden fra radaren blev imidlertid afvist af egyptiske myndigheder den 23. maj.

## Efterforskning
En international eftersøgningsindsats pågår.
Der blev først fundet vragdele nær den græske ø Karpathos, men disse havde ikke forbindelse til det forsvundne fly. Den 20. maj 2016 meddelte det egyptiske militær, at vraget var lokaliseret på en position ca. 290 km nord for Alexandria.
Den 20. maj 2016 offentliggjorde websitet Aviation Herald, at flyets sensorer umiddelbart inden styrtet havde rapporteret om røgudvikling i flyet og brand flere steder i flyets elektriske systemer, der styrer flyets avionik.
Bjærgning af flyets sorte bokse
Den 1. juni 2016 blev opfanget signaler fra én af flyets to sorte bokse, hvorefter eftersøgningsfartøjet John Lethbridge blev dirigeret til området med henblik på lokalisering af vraget og dets sorte bokse og efterfølgende bjærgning.. Den 15. juni blev flere vragdele lokalisereet på havbunden, og den 16. juni lykkedes det efter flere forsøg at bjærge den ene af de to sorte bokse. Den bjærgede boks, indeholdende optagelse af kommunikationen i cockpittet, var stærkt beskadiget og i flere dele, men det lykkedes at få bjærget den del, der indeholder lydoptagelserne. Dagen efter, den 17. juni, blev flyets anden sorte boks lokaliseret, og det lykkedes at bjærge hukommelsesmodulet indeholdende data om flyvningen. Enhederne er stærkt beskadigede, og der forventes at gå nogle uger, inden der kan aflæses data fra de to bokse. Boksene er blevet beskadiget i en sådan grad, at de første forsøg på at downloade data fra hukommelsesmodulerne mislykkedes, hvorfor boksene er sendt til Paris for nærmere analyse.